# Marianus Vetter

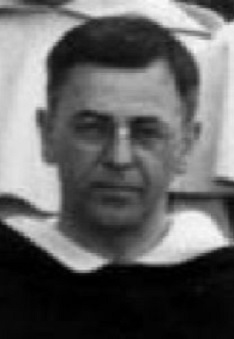
Marianus Vetter OP

Marianus Vetter OP (* 25. Juli 1892 in Windheim; † 25. April 1968 in Augsburg) war ein deutscher katholischer Ordenspriester.

## Leben
Vetter wurde 1917 in Bamberg zum Priester für das Erzbistum Bamberg geweiht. Nach Ergänzungsstudien erwarb er in Erlangen den philosophischen und in München den theologischen Doktorgrad.
1928 trat er in den Dominikanerorden ein. Er machte sich als Prediger einen Namen. 1932 wurde er Domprediger an der St.-Hedwigs-Kathedrale in Berlin. 1936 wurde er Prior des Dominikanerklosters Köln. Nach einer Christkönigswoche in Bamberg erhielt er Predigtverbot durch die Gestapo. Von 1939 bis 1958 war er Provinzial der Süddeutsch-Österreichischen Dominikanerprovinz in Wien.

## Schriften (in Auswahl)
- Christuszeichen der Zeit. München 1935.
- Geist und Gnade. Mainz 1941.
- Die geistige Heimat des heiligen Thomas von Aquin. Wien 1946.
- Erlöste Menschlichkeit. Wien 1947.
- Die Sendung der heiligen Katharina von Siena. Kevelaer 1949.
- Gloria Alberti. Kevelaer 1949.